# نيلسون ريفاس
نيلسون ريفاس (بالإسبانية:Nelson Rivas), لاعب كرة قدم كولومبي, يلعب حالياً مع نادي دنيبرو دنيبروبتروفسك الأوكراني في موقع الدفاع ويحمل الرقم 24.

## الألقاب
| الموسم | النادي          | اللقب                      |
| ------ | --------------- | -------------------------- |
| 2003   | ديبورتوس توليما | كوبا موستانج               |
| 2005   | ديبورتيفو كالي  | كوبا موستانج               |
| 2008   | إنتر ميلان      | الدوري الإيطالي لكرة القدم |

## وصلة خارجية
- نيلسون ريفاس على موقع اتحاد أوكرانيا (الإنجليزية)
- نيلسون ريفاس على موقع الدوري الأمريكي (الإنجليزية)
- نيلسون ريفاس على موقع قاعدة بيانات كرة القدم.إي يو (الإنجليزية)
- نيلسون ريفاس على موقع Soccerway.com (الإنجليزية)
- نيلسون ريفاس على موقع عالم كرة القدم.نت (الإنجليزية)
- نيلسون ريفاس على موقع كووورة

- من موقع ريفر بليت